# Bizantinismo
Bizantinismo ou bizantismo é um termo usado em ciência política e filosofia para denotar o sistema político e cultural do Império Bizantino e seus sucessores espirituais, em particular os Estados balcânicos, o Império Otomano e a Rússia. O termo bizantinismo em si foi cunhado no século XIX e tem primariamente conotações negativas, implicando complexidade e autocracia. Esta reputação negativa destacou as complexidades desconcertantes dos ministérios do império e suas cerimônias cortesãs, bem como sua suposta falta de espinha dorsal em assuntos marciais. Da mesma forma, o "sistema bizantino" também sugere uma propensão para intrigas, conspirações e assassinatos e um estado de instabilidade política geral dos negócios. O termo tem sido criticado por estudiosos modernos por ser uma generalização que não é muito representativa da realidade da aristocracia e burocracia bizantina.
Na linguagem comum bizantinismo ou bizantinice significa uma discussão que se prende a complexidades e detalhes, deixando de lado os aspectos mais importantes e os resultados práticos, ou um argumento pedante, vicioso, esquisito, mistificador, artificioso ou frívolo.

## Aristocracia e burocracia
Império Bizantino é um termo moderno aplicado pelos ocidentais para o Império Romano medieval e, portanto, tinha um complexo sistema aristocrático-burocrático que foi derivado dos sistemas romanos anteriores. No ápice da pirâmide estava o imperador, governante único e ordenado divindade, e embaixo dele uma multidão de funcionários operavam o maquinário administrativo do Estado. Um componente chave do poder estatal foi o prestígio da instituição imperial e sua antiguidade. O cerimonial e a concessão de títulos honoríficos e ofícios valiosos foi, portanto, extenso e elaborado. Ao longo dos cerca de 1500 anos da existência do império, diferentes títulos foram adotados e descartados, e muitos perderam ou ganharam prestígio. Pelo tempo de Heráclio (r. 610-641) no século VII, muitos dos primeiros títulos romanos, baseados no latim e nas tradições da República Romana, tornaram-se obsoletos no novo império falante do grego. (Heráclio formalmente mudou a língua oficial do Estado bizantino do latim para o grego em 620). Títulos inspirados pela tradição grega deles, frequentemente apenas aproximações grosseiras de conceitos latinos, tornaram-se comuns (por exemplo basileus [βασιλεύς] ao invés de "césar ou "augusto para o título do próprio imperador). Outros títulos mudaram de significado (por exemplo patriarca) ou foram desvalorizados com o tempo (tal como cônsul).
Entre as importantes qualidades do império estava também o cesaropapismo, a subjugação da Igreja ao Estado.

## Criticismo
O Império Bizantino adquiriu uma reputação negativa do mundo ocidental tão cedo quando a Idade Média. A criação do Sacro Império Romano-Germânico por Carlos Magno no século IX e o Grande Cisma do Oriente no século XI fizeram o império um pária para os países europeus ocidentais diante da Igreja de Roma, e o cerco e saque de Constantinopla durante a Quarta Cruzada em 1204 apenas consolida essas diferenças. Assim, os estereótipos europeus medievais para as pessoas do Império Bizantino retratou-os como pérfidos, traiçoeiros, servis, efeminados e  não bélicos.
O medievalista Steven Runciman descreve a visão da Europa medieval do Império Bizantino, dizendo:
| “ | Desde que os nossos rudes antepassados cruzados viram pela primeira vez Constantinopla e conheceram, a seu desgosto e desprezo, uma sociedade onde todo mundo lia e escrevia, comia comida com garfos e preferiam a diplomacia a guerra, tem estado na moda passar os bizantinos por com desprezo e usar o seu nome como sinônimo de decadência. | ” |
|   | — Steven Runciman, O imperador Romano Lecapeno e seu reinado: um estudo de Bizâncio do século X, 1988.. |   |

O criticismo do império continuou entre os historiadores dos séculos XVIII e XIX, particularmente nos trabalhos dos historiadores e filósofos influenciados pelo Iluminismo. Edward Gibbon, Georg Wilhelm Friedrich Hegel, Johann Gottfried von Herder, William Edward Hartpole Lecky, Montesquieu e Voltaire estiverem entre os muitos autores ocidentais do período que foram críticos ao sistema bizantino.
| “ | Desse Império Bizantino, o veredito universal da história é que ele constituiu, sem uma única exceção, a forma mais completamente vil e desprezível que a civilização teria já assumido. Não houve nenhuma outra civilização duradoura tão absolutamente destituída de todas as formas e elementos de grandeza, e nenhuma para o qual o epíteto "mesquinho" pode ser tão enfaticamente aplicado [...] A história do império é uma história monótona de intrigas de padres, eunucos, mulheres, de envenenamentos, conspirações, de ingratidão uniforme. | ” |
|   | — William Lecky, Uma história das morais europeias de Augusto a Carlos Magno 2 vols. (Londres, 1869).. |   |

| “ | Seu [do Império Bizantino] aspecto geral apresenta uma imagem nojenta da imbecilidade: paixões miseráveis, ou melhor, insanas, sufocam o crescimento de tudo o que é nobre em pensamentos, atos e pessoas. Rebeliões de generais, deposições de imperadores por meios ou através de intrigas dos cortesãos, assassinatos ou envenenamentos de imperadores por suas próprias esposas e filhos, mulheres entregando-se a paixões e abominações de todos os tipos. | ” |
|   | — Georg Wilhelm Friedrich Hegel, Palestra sobre a Filosofia da História. |   |

Edward Gibbon, o primeiro historiador grego a escrever a história completa do Império Bizantino em seu A História do Declínio e Queda do Império Romano (1776-1789), foi um crítico agudo do império. Jacob Burckhardt, um historiador influente do século XIX partilhou da opinião de Gibbon:
| “ | No topo de tudo estava o despotismo, infinitamente fortalecido pela união dos domínios eclesiástico e secular; no lugar da moralidade é imposta a ortodoxia; no lugar da expressão desenfreada e desmoralizada dos instintos naturais, hipocrisia e pretensão; em face do despotismo a ganância se desenvolveu disfarçada de pobreza e profunda astúcia; na arte e literatura religiosa havia uma incrivelmente teimosa repetição de motivos obsoletos. | ” |
|   | — Jacob Burckhardt, A era de Constantino, o Grande. |   |

As críticas apontam que o Império Bizantino e seus sucessores não foram influenciados pelas grandes mudanças na filosofia ocidental e a Questão das investiduras, a Reforma Protestante e o Renascimento; e reduzem a cultura política bizantina ao cesaropapismo e a uma cultura política autoritária, descrita como autoritária, despótica e imperialista. Após a queda do Império Bizantino, críticas ao sistema bizantino salientaram que ele sobreviveu e "corrompeu" outros Estados; em particular a Rússia (dos tempos da Moscóvia até o Czarado da Rússia e o Império Russo, cujo sistema foi comparado ao bizantino - ver também autocracia czarista), a União Soviética, o Império Otomano, e os Estados balcânicos (as antigas províncias europeias do Império Otomano).
Historiadores modernos apontam que esta reputação negativa não é necessariamente verdadeira e, no mínimo, é uma generalização muito simplista. Como um termo construído, bizantinismo também compartilha daquelas falácias com um termo estreitamente relacionado, balcanismo. Angelov resume-se da seguinte forma:
| “ | O bizantinismo começa de estereótipos simples, passa por reducionismo e essencialização, e então começa a imputar a suposta essência de Bizâncio para os Balcãs ou Rússia modernos como se isso fosse o peso da história [...] Como um discurso de "alteridade", o bizantinismo evolui a partir de, e reflete sobre, os piores sonhos e pesadelos do ocidente sobre si próprio. | ” |
|   | — Dimiter G. Angelov, Bizantinismo: o imaginário e real herança de Bizâncio no sudeste da Europa. |   |

## Louvor
Enquanto o Império Bizantino foi comumente visto de uma forma negativa, houve exceções. Bizâncio foi reabilitado na França do Absolutismo, do século XVII à Revolução Francesa, nos trabalhos de indivíduos como o jesuíta Pierre Poussines. Como o Iluminismo varreu a Europa Ocidental, as tradições francesas encontraram refúgio no Império Russo. O termo bizantinismo foi usado em um contexto positivo pelo estudioso russo do século XIX Konstantin Leontiev em Bizantismo e Eslavado (1875) para descrever o tipo de sociedade que o Império Russo precisava consolidar para combater a alegada influência degenerativa do Ocidente. Leontiev elogiou o Império Bizantino e a autocracia czarista, e uma sociedade e sistema político que compreendesse o poder autoritário do monarca, a devoção à Igreja Ortodoxa Russa, a manutenção da obshchina para os camponeses, e a divisão estrita de classes; ele também criticou a educação universal e democracia.
| “ | Quando nós mentalmente pintamos o bizantinismo vemos diante de nós como se [fosse] o plano austero e claro de uma estrutura ampla e espaçosa. Sabemos, por exemplo, que na política ele significa autocracia. Na religião, significa cristianismo com características particulares, que o distinguem das igrejas ocidentais e suas heresias e cismas. Na área da ética, vemos que o ideal bizantino não tem que aquela noção elevada e, em muitos casos altamente exagerada, do indivíduo humano terrestre, introduzido na história pelo feudalismo alemão. Sabemos da inclinação do ideal ético bizantino de ser decepcionado com tudo o que é deste mundo, na felicidade, na constância de nossa própria pureza, na nossa capacidade aqui embaixo, de atingir a perfeição moral completa. Sabemos que o bizantinismo (como o cristianismo em geral) rejeita toda a esperança de bem-estar universal das nações; é a antítese mais forte da ideia de bem-estar entre as nações; é a mais forte antítese da ideia de humanidade no sentido de uma igualdade universal, de uma liberdade universal, de uma perfectibilidade universal, e do contentamento universal. | ” |
|   | — Konstantin Leontiev, Bizantinismo e Eslavado (1875). |   |

No discurso político russo, a Rússia às vezes carinhosamente é chamada de Terceira Roma, a segunda sendo o Império Bizantino, que sobreviveu à contraparte ocidental do antigo Império Romano por 1000 anos. Em seu artigo "Sempre houve Bizantinismo?", Alexandre Mirkovic argumenta que muitos autores ocidentais criaram uma imagem de Bizâncio como uma projeção de suas próprias ansiedades.

## Discurso moderno
Em um contexto moderno, o termo pode ser usado para denotar práticas antidemocráticas e o uso de violência na vida política; tem sido frequentemente usado no contexto das políticas do sudeste europeu (Bálcãs). A "bagagem" da tradição bizantina é usada para explicar os atrasos no desenvolvimento das instituições democráticas; a preferência pelos governos fortes, até mesmo autocráticos; a desconfiança das pessoas em empresários e políticos eleitos e, em geral, para explicar as diferenças entre a Europa Ocidental e a Europa Sudeste e Oriental. A palavra bizantinismo e afins, como bizantino, adquiriu conotações negativas em várias línguas europeias.